# Gastrotheca flavodactyla
Gastrotheca flavodactyla — вид жаб родини американських райок (Hemiphractidae). Описаний у 2022 році.

## Поширення
Вид відомий лише з Крус-Гранде та Лагуна-Сексерагра на висотах 3298 та 3336 м над рівнем моря відповідно, у департаменті Ла-Лібертад. Ці місцевості розташовані на відстані менше 1 км один від одного і лежать у вологому гірському лісі верхів'я річки Абісео.